# 拉迪·安德拉德
拉迪·帕特丽夏·安德拉德·罗德里格斯（西班牙語：Lady Patricia Andrade Rodríguez；1992年1月10日—），哥伦比亚女子职业足球运动员，司职中场，目前效力于PAOK足球俱乐部和哥伦比亚国家女子足球队。她曾代表哥伦比亚参加2024年夏季奥林匹克运动会女子足球比赛。